# Jillian Alleyne
Jillian Alleyne (ur. 16 sierpnia 1994 w Fontanie) – amerykańska koszykarka, występująca na pozycjach silnej skrzydłowej lub środkowej, obecnie zawodniczka Maccabi Ironi Ramat Hen.

## Osiągnięcia
Stan na 4 grudnia 2022, na podstawie, o ile nie zaznaczono inaczej.

### NCAA
- Uczestniczka rozgrywek WNIT (Women’s National Invitation Tournament) Final Four (2016)
- Zawodniczka roku konferencji Pac-12 (2016 wspólnie z Jamie Weisner)
- Najlepsza pierwszoroczna zawodniczka konferencji Pac-12 (2013)
- Zaliczona do:
  - I składu:
    - Pac-12 (2014, 2015, 2016)
    - defensywnego Pac-12 (2014, 2015)
    - najlepszych pierwszorocznych zawodniczek Pac-12 (2013)

  - III składu All-America (2015, 2016 przez Associated Press)
  - honorable mention:
    - All-America (2014 przez Associated Press, Full Court)
    - Pac-12 All-Academic (2015)
    - Pac-12 (2013)
- Liderka NCAA w zbiórkach (2014)

#### Rekordy
(Po opuszczeniu drużyny Oregon Ducks)
- 2. miejsce na liście wszech czasów NCAA w liczbie double-doubles (92), uzyskanych w całej karierze
- 3. miejsce na liście wszech czasów NCAA w liczbie zbiórek (1712), uzyskanych w całej karierze
- 4. miejsce na liście wszech czasów NCAA w średniej zbiórek (14,3 – ponad 120 spotkań)
- Najdłuższa seria double-double w historii konferencji Pac-12 oraz klubu Ducks (29 – 11.01.2015–4.01.2016), trzecia w historii NCAA
- Najwięcej:
  - zbiórek w:
    - sezonie (2013/2014 – 519) w historii konferencji Pac-12 oraz klubu Ducks, 5. miejsce na liście wszech czasów NCAA
    - jednym meczu (2012/2013 – 27) w historii konferencji Pac-12 oraz klubu Ducks

  - double-doubles w sezonie (2013/2014 – 29), w historii konferencji Pac-12 oraz klubu Ducks, 8. miejsce na liście wszech czasów NCAA
  - celnych (2013/2014 – 190) i oddanych (2013/2014 – 268) rzutów wolnych w historii klubu Ducks

### Drużynowe
- Uczestniczka międzynarodowych rozgrywek Eurocup (2021/2022)[4]

### Indywidualne
- MVP kolejki ligi:
  - hiszpańskiej LFB (19 – 2017/2018)
  - izraelskiej (3x – 2019/2020, 4 – 2022/2023)
  - rosyjskiej (2x – 2020/2021)
  - polskiej (16 – 2021/2022)[5]
- Zaliczona do I składu kolejki EBLK (6, 7, 10, 13, 16 – 2021/2022)[6][7][8][9][10]
- Liderka w zbiórkach ligi:
  - polskiej (2022 – 12,1)[11]
  - izraelskiej (2019 – 15,4)[12]